# Asplenium bangii
Asplenium bangii är en svartbräkenväxtart som beskrevs av Georg Hans Emmo Wolfgang Hieronymus. Asplenium bangii ingår i släktet Asplenium och familjen Aspleniaceae. Inga underarter finns listade.